# 科恩贝格
科恩贝格是德国黑森州的一个市镇。总面积23.36平方公里，总人口1495人，其中男性773人，女性722人（2011年12月31日），人口密度64人/平方公里。